# .xk
.xkはコソボに割り当てられる予定の国別コードトップレベルドメイン(ccTLD)である。